# Ángel Luis Andreo Gabán
Ángel Luis Andreo Gabán (Madrid, 3 de desembre de 1972) és un exwaterpolista espanyol.

## Biografia
Va jugar amb la selecció espanyola que va guanyar la medalla d'or a les olimpíades del 1996 a Atlanta. Ha estat internacional amb la selecció espanyola de waterpolo en nombroses ocasions.

## Clubs
- Club Encinas de Boadilla (-1991)
- Club Natació Barcelona (1991-92)
- Club Natació Ondarreta Alcorcón (1992-93)
- Real Canoe Natación Club (1993-94)
- Club Natació Montjuïc (1994-97)
- Club Natació Atlètic Barceloneta (1997-2005)
- Waterpolo Pla-Za Saragossa (2005-08)
- Club Natació Sant Andreu (2008-10)
- Club Natació Catalunya (2010-?)

## Títols
En club com a jugador:
- Dues Lligues (2001, 2003)
- Tres Copes del Rei (1999, 2001, 2004)
- Tres Supercopes d'Espanya (2001, 2003, 2004)

Com a jugador de la selecció espanyola:
- Bronze al Campionat del Món de Melbourne de 2007
- Bronze al Campionat d'Europa de Belgrad de 2006
- Or als jocs del Mediterrani de 2005
- Campió del món el 2001 a Fukuoka
- Or als jocs del Mediterrani de 2001
- Campió olímpic a les Jocs Olímpics d'Atlanta (1996)

## Participacions en Copes del Món
- Jocs Olímpics de Pequín el 2008
- Campionat d'Europa de Màlaga el 2008
- Campionat del Món de Melbourne el 2007
- Campionat d'Europa de Belgrad (Sèrbia) el 2006
- Campionat del Món de Montreal el 2005
- Jocs Olímpics d'Atenes el 2004
- Campionat del món de Fukuoka el 2001
- Campionat del món de Barcelona el 2003
- Jocs Olímpics de Sydney el 2000
- Jocs Olímpics d'Atlanta el 1996